# Почуй мене
Почуй мене (тур. Duy Beni) — турецький телесеріал 2022 року у жанрі молодіжної драми, та створений компанією Süreç Film. В головних ролях — Рабія Сойтюрк, Джанер Топчу, Сюмейе Айдоган, Хелін Кандемір, Бурак Джан, Утку Джошкун.
Перша серія вийшла в ефір 7 липня 2022 року.
Серіал має 1 сезон. Завершився 20-м епізодом, який вийшов у ефір 17 листопада 2022 року.
Режисер серіалу — Алі Балчі.
Сценарист серіалу — Макбуле Косіф, Зафер Озер Четінель, Окан Башар Бахар, Арзу Бічакчі, Ферай Гізем Курт, Бурджу Татлісес, Горкем Тузун.

## Сюжет
Вони — покоління тієї золотої молоді. Учні середньої та найбагатшої турецької школи вважають себе справжніми господарями життя. Нічого не домігшись самостійно, вони впевнені в тому, що вони є вищими за інших людей, просто за правом народження.
Лейла та Екім — найкращі подруги, які навчаються у школі. Вони народилися і виросли у звичайних сім'ях і ніщо не віщувало біди. Якось дорогою до школи Лейлу збиває автомобіль, а винуватець аварії ховається з місця злочину. В результаті трагедії дівчинка залишиться паралізованою нижче за пояс. Сім'я та сусіди тут же мобілізуються для пошуку винного.
За кілька тижнів стає ясно, що водій того самого автомобіля — учень елітного коледжу, того самого, де навчаються представники золотої молоді. Але чи вдасться знайти справжнього винуватця аварії чи багаті діти покриватимуть його?

## Актори та персонажі
| Актор                 | Роль            |
| --------------------- | --------------- |
| Рабія Сойтюрк         | Екім            |
| Джанер Топчу          | Канат Гюнай     |
| Сюмейе Айдоган        | Меліса Герчек   |
| Хелін Кандемір        | Лейла           |
| Бурак Джан            | Азіз Гюнай      |
| Утку Джошкун          | Озан Їлмаз      |
| Берк Хакман           | Селім Бендер    |
| Еге Кокенлі           | Бахар Айдин     |
| Дурул Базан           | Фікрет          |
| Мурат Далтабан        | Різа Гюнай      |
| Єліз Аккая            | Суна Гюнай      |
| Елпер Атак            | Сулейман Герчек |
| Феріде Четін          | Неше Гюлерюз    |
| Айтач Ушун            | Халіл Каплан    |
| Еліф Чакман           | Хатіде Караджа  |
| Бедір Бедір           | Седат Караджа   |
| Бедія Енер            | Шюкран          |
| Хамді Алп             | Сельчук         |
| Таха Бора Елкоджа     | Бекір Каплан    |
| Гьокче Гюнес Доґрусоз | Айше Караджа    |
| Мельтем Акчол         | Хазал Демір     |
| Ібрагім Їлдиз         | Даган Кара      |
| Діляра Зюмбюль        | Едже Ай         |
| Жасмін Беркіш         | Наз Дуру        |
| Сена Гентюрк          | Сейда Астан     |
| Джемре Озшишман       | Еміне Сакан     |
| Іззет Юксек           | Орджинал        |

## Сезони
| Сезон | Епізоди | Епізоди | Оригінальний показ | Оригінальний показ | Оригінальний показ |
| Сезон | Епізоди | Епізоди | Перший показ       | Останній показ     | Мережа             |
| ----- | ------- | ------- | ------------------ | ------------------ | ------------------ |
| 1     | 20      | 20      | 7 липня 2022       | 17 листопада 2022  | Star TV            |

## Рейтинги серій

### Сезон 1 (2022)
| Серія     | Рейтинг (TOTAL) | Рейтинг (AB) | Рейтинг (ABC1) |
| --------- | --------------- | ------------ | -------------- |
| 1         | 1.36            | 1.14         | 1.18           |
| 2         | 2.79            | 2.09         | 2.08           |
| 3         | 3.30            | 2.24         | 2.29           |
| 7         | 3.30            | 1.92         | 2.11           |
| 5         | 3.29            | 2.02         | 2.17           |
| 6         | 3.68            | 1,95         | 2.12           |
| 7         | 3,55            | 1.72         | 2.12           |
| 8         | 3,45            | 2,04         | 2,27           |
| 9         | 3,17            | 1,78         | 2,17           |
| 10        | 3,23            | 1,99         | 2,19           |
| 11        | 2,49            | 1,32         | 1,64           |
| 12        | 2,30            | 1,18         | 1,44           |
| 13        | 2,18            | 1,35         | 1,27           |
| 14        | 2,20            | 0,91         | 1,60           |
| 15        | 2,13            | 0,81         | 1,22           |
| 16        | 2,13            | 0,70         | 1,22           |
| 17        | 2,06            | 0,56         | 1,09           |
| 18        | 1,60            | 0,42         | 0,82           |
| 19        | 1,79            | 0,51         | 0,76           |
| 20(фінал) | 2,03            | 0,95         | 0,89           |

## Нагороди
| Рік  | Премія                       | Категорія             | Номінант                    | Результат |
| ---- | ---------------------------- | --------------------- | --------------------------- | --------- |
| 2022 | 48. Премія «Золотий метелик» | Найкращий серіал      | Почуй мене                  | Номінація |
| 2022 | 48. Премія «Золотий метелик» | Найкраща акторка      | Рабіа Сойтюрк               | Номінація |
| 2022 | 48. Премія «Золотий метелик» | Найкращий актор       | Джанер Топчу                | Номінація |
| 2022 | 48. Премія «Золотий метелик» | Найкраща пара серіалу | Рабіа Сойтюрк, Джанер Топчу | Номінація |
| 2022 | 48. Премія «Золотий метелик» | Кращий режисер        | Алі Балчі                   | Номінація |
| 2022 | 48. Премія «Золотий метелик» | Найкращий сценарій    | Макбуле Косіф               | Номінація |